# اچ‌نوام‌اس اولا (۱۹۴۳)
اچ‌نوام‌اس اولا (۱۹۴۳) (به انگلیسی: HNoMS Ula (1943)) یک زیردریایی بود که طول آن ۶۰ متر (۱۹۶ فوت ۱۰ اینچ) بود. این زیردریایی در سال ۱۹۴۳ ساخته شد.